# كارنوزينيميا
كارنوزينيما (بالإنجليزية: Carnosinemia) هو اضطراب استقلابي وراثي جسمي متنحي نادر، ناجم عن نقص أنزيم الكارنوزيناز، وهو أحد أنزيمات الديبيبتيداز (نوع من الإنزيمات التي تشطر ثنائي الببتيدات إلى حمضين أمينيين).
الكارنوزين عبارة عن ثنائي ببتيد يتكون من بيتا-ألانين وهستيدين، ويوجد في العضلات الهيكلية وخلايا الجهاز العصبي. ينتج عن هذا الاضطراب زيادة في نسبة الكارنوزين في البول والسائل الدماغي الشوكي والدم والأنسجة العصبية. تشيع الاضطرابات العصبية المرتبطة بنقص الكارنوزيناز، وما ينتج عنه من الكارنوزينيميا «وجود الكارنوزين في الدم».

## الأعراض والعلامات
ارتبطت مجموعة متنوعة من الأعراض العصبية بالكارنوزينيميا. وهي تشمل: نقص التوتر، وتأخر في النمو، وإعاقة ذهنية، واعتلال الأعصاب المتعدد، والاعتلال الأعصاب المحيطية الحسي، والرعاش، والداء المزيل للميالين، وشذوذات المادة الرمادية، ونوبات الرمع العضلي، وفقدان ألياف بوركينجي.

## التشخيص

### الأنماط
يتخذ الكارنوزيناز في الإنسان شكلين:
1. الكارنوزيناز الخلوي أو النسيجي: يوجد هذا الشكل في كل أنسجة الجسم. إنه مثنوي بروتين، ويحلمه كلًا من الكارنوزين وأنسيرين، مع تفضيله ثنائيات الببتيدات الحاوية على مونومير الهيستيدين في موضع النهاية الكربوكسيلية. غالبًا ما يُعتبر كارنوزيناز الأنسجة «ثنائي ببتيداز غير نوعي» ويعود ذلك جزئيًا إلى قدرته على حلمهة مجموعة من ركائز ثنائي الببتيد، بما في ذلك تلك التي تنتمي إلى فئة البروليناز.[10]
2. كارنوزيناز المصل: هذا هو الكارنوزيناز الموجود في بلازما الدم. يعتبر نقص هذا النوع من الكارنوزيناز، إلى جانب البيلة الكارنوزينية، المؤشر الاستقلابي المعتاد لنقص الكارنوزيناز الجهازي. كارنوزيناز المصل هو بروتين سكري يشطر الكارنوزين الحر والأنسيرين في الدم. لم يُعثر على هذا الشكل من ثنائيات الببتيدات في دم الإنسان حتى مرحلة الرضاعة المتأخرة، إذ يرتفع ببطء إلى مستويات البالغين في سن 15 عامًا. على عكس الكارنوزيناز النسيجي، فإن كارنوزيناز المصل يحلمه أيضًا مستقلَب الغابا، الهوموكارنوزين. الهوموكارنوزينوز، هو اضطراب عصبي ينتج عنه زيادة في مستويات الهوموكارنوزين في الدماغ، على الرغم من عدم تأثره بالكارنوزيناز النسيجي، بسبب نقص قدرة كارنوزيناز المصل في على حلمهة الهوموكارنوزين.[11]

نقص كارنوزيناز المصل والنسيجي، مع اعتبار الشكل المصلي كمؤشر، هو السبب الاستقلابي الكامن وراء الكارنوزينيميا.